# قتاد لين
القَتَاد اللين (باللاتينية: Astragalus callichrous) هو نوع عشبي من جنس القتاد.

## البيئة والانتشار
موطنه بلاد الشام.